# Von Eerde
Von Eerde is een oud-adellijk geslacht uit de Nederlanden waarvan leden in 1871 in de Pruisische adel werden erkend.

## Geschiedenis
De stamreeks begint met Frederik van Eerde die vanaf 1334 wordt vermeld. De naam is ontleend aan Kasteel Eerde te Ommen. Hij zou een telg zijn uit het geslacht Reding. Tot in de elfde generatie blijft nageslacht van de stamvader in de Nederlanden wonen. In de 12e generatie vestigde Friedrich Heinrich Melchior Freiherr von Eerde (1690-1771) zich in het Keulse waar hij ook lid van de Keulse Ridderschap werd en het huis Eyll bewoonde. Vanaf ten laatste 1687 voerden leden de titel van baron of Freiherr.
In 1824 trouwde Friedrich Heinrich Melchior Clemens August Freiherr von Eerde (1781-1848) in Maastricht met jkvr. Felicie Philippine Maria Ruijs de Beerenbrouck (1801-1905), telg uit het Nederlandse geslacht Ruijs. Twee van hun zonen werden op 17 februari 1871 erkend te behoren tot de Pruisische adel met de titel van Freiherr, en de echtelieden Eerde-Ruijs zijn daarmee de stamouders van het thans Duitse adellijke baronnengeslacht dat de enige nakomelingen levert van het oud-adellijk geslacht uit de Nederlanden.

## Enkele telgen
Friedrich Heinrich Melchior Freiherr von Eerde (1690-1771)
- Franz Karl Jakob Freiherr von Eerde, heer van Eyll en Erprath (1742-1796)
  - Friedrich Heinrich Melchior Clemens August Freiherr von Eerde, heer van Eyll (1781-1848), Pruisisch geheimraad en landraad
    - Georg Friedrich Philipp Carl Freiherr von Eerde (1825-1890), Pruisisch landraad, in 1871 erkend te behoren tot de Pruisische adel; deze tak stierf met een dochter in 1948 uit
    - Friedrich Wilhelm Maria Freiherr von Eerde (1833-1908), Pruisisch majoor, in 1871 erkend te behoren tot de Pruisische adel
      - Clemens Felix Wilhelm Maria Freiherr von Eerde, heer van Eyll (1876-1928), Pruisisch majoor; trouwde in 1911 te Donceel met de Belgische jkvr. Mirette de Chestret de Haneffe (1887-1957), dochter van de burgemeester van Donceel, dr. Charles baron de Chestret de Haneffe (1858-1926), telg uit het geslacht De Chestret de Haneffe
        - Egon Karl Maria Clemens Freiherr von Eerde, heer van Eyll (1916-1972), landeconoom, bewoner van huis Eyll in Kamp-Lintfort
          - Klemens Heinrich Freiherr von Eerde (1950), landeconoom, chef de famille